# Peter Dale Scott
Peter Dale Scott (11 de enero de  1929) es un poeta canadiense y profesor de lengua inglesa en la  University of California, Berkeley. Hijo del connotado poeta y abogado constitucionalista  F. R. Scott  y de la pintora  Marian Dale Scott,  es un famoso crítico de la política belicista de Estados Unidos y de la política externa de Estados Unidos desde la  Guerra de Vietnam. Pasó 4 años  (1957-1961) con el  servicio diplomático de Canadá. Se retiró desde Berkeley en  1994.

## Investigador
Scott ha investigado y escrito varios libros  acerca del rol del Estado profundo   (como opuesto al  "estado público"). Sin embargo , Scott rechaza la etiqueta de "teoría de conspiración" usando la frase  "deep politics" para describir este estado sobrecargado de letra chica de hacer política.  Lo investigativo ha sobrepasado a su labor de poesía, algunas de las cuales tienen abundantes notas de pie para explicarle a  los lectores acerca de los hechos reales de los que tratan. Su libro más reciente , The Road to 9/11 de  University of California Press, trata del marco histórico y político de los atentados del 11 de septiembre del 2001 , y describe  "como la política externa e interna de Estados Unidos desde 1960s ha conducido a encubrimientos sucesivos y progresivos de actos criminales , incluido, por supuesto, la catástrofe del  9/11."
Un aspecto interesante del trabajo de  Scott es que combina sus investigaciones con su poesía , como se ilustra en  The Global Drug Meta-Group: Drugs, Managed Violence, and the Russian 9/11. Una nota particular está dada por su discusión de Far West Ltd.  . El esquema es muy parecido al de Mark Lombardi .

### Política
- The War Conspiracy (1972, out of print)
- The Assassinations: Dallas and Beyond (in collaboration, 1976, ISBN 0-394-40107-7)
- Crime and Cover-Up: The CIA, the Mafia, and the Dallas-Watergate Connection (1977, ISBN 0-87867-066-1)
- The Iran-Contra Connection (in collaboration, 1987, ISBN 0-89608-291-1)
- Cocaine Politics: Drugs, Armies, and the CIA in Central America (in collaboration, 1991, 1998, ISBN 0-520-21449-8)
- Deep Politics and the Death of JFK (1993, 1996, ISBN 0-520-20519-7)
- Deep Politics Two: Essays on Oswald, Mexico, and Cuba  (1995, 2007, ISBN 0-9790099-4-4)
- Drugs Oil and War (2003, ISBN 0-7425-2522-8)
- The Road to 9/11: Wealth, Empire and the Future of America (September 2007, ISBN 0-520-23773-0)
- The War Conspiracy: JFK, 911, and the Deep Politics of War (2008 reissue and expansion of 1972 edition) (July 2008, ISBN 978-0-9801213-6-0)
- Deep Events and Deep Politics (Tentative title - Forthcoming)

### Poesía
- Coming to Jakarta: A Poem About Terror (1989, ISBN 0-8112-1095-2)
- Listening to the Candle: A Poem on Impulse (1992, ISBN 0-8112-1214-9)
- Crossing Borders: Selected Shorter Poems (1994, ISBN 0-8112-1284-X)
- Minding the Darkness: A Poem for the Year 2000 (2000, ISBN 0-8112-1454-0)
- Mosaic Orpheus (2009, ISBN 978-0-7735-3506-0)